# Hundertelrute
Die Hundertelrute war in Preußen eine gesetzlich zugelassene Maßbezeichnung für ein Längenmaß, genau wie die Zehntelrute. Mit dieser Bezeichnung vermied man Verwechslungen mit den Maßen Dezimalfuß und Dezimalzoll. Das Maß wurde als Feldmaß gebraucht. Es leitete sich von der Rute ab.
- 1 Rute (Preußen) = 12 Fuß = 1669,56 Pariser Linien = 3,7662125 Meter
- 1 Hundertelrute = 3,7662 Zentimeter